# Variety
Variety (englisch für ‚Vielfalt‘) ist ein wöchentlich erscheinendes Branchenblatt der Unterhaltungsindustrie. Seit 2012 wird die Zeitschrift von der Penske Media Corporation (PMC) herausgegeben.

## Geschichte und Hintergrund
Variety wurde 1905 von Sime Silverman gegründet. Das Blatt ist heute ein einflussreiches Begleitmedium der amerikanischen Populärkultur. Seit 1933 erscheint zusätzlich die Daily Variety mit aktuellen Nachrichten aus dem Showbusiness. 1981 gab Derek Elley den in London erschienenen Variety Movie Guide heraus. Die Zeitschrift Variety wird in 84 Länder ausgeliefert. Das Internetangebot Variety.com bietet seit 1998 zusätzlich durchsuchbare Archive, Informationen über internationale Kassenschlager, Übersichten über Film- und Fernsehproduktionen.

## Ausgaben
- Variety erscheint seit 1905 wöchentlich und weltweit.
- Daily Variety, seit 1933 täglich (erscheint seit 20. März 2013 nur noch online[2])
- Daily Variety Gotham, seit 1998 täglich.
- Variety.com, seit 1998 als Internetversion.
- Variety On-The-Go, Variety als Appversion für iPad, iPhone, Android, Blackberry oder Windows Phone.[3]